# Sankt Johann in der Haide
Pour les articles homonymes, voir Sankt Johann.
Sankt Johann in der Haide est une commune autrichienne du district de Hartberg en Styrie.